# 卡爾滕巴赫河 (伊薩爾河支流)
47°55′36″N 11°26′39″E / 47.92670°N 11.44425°E

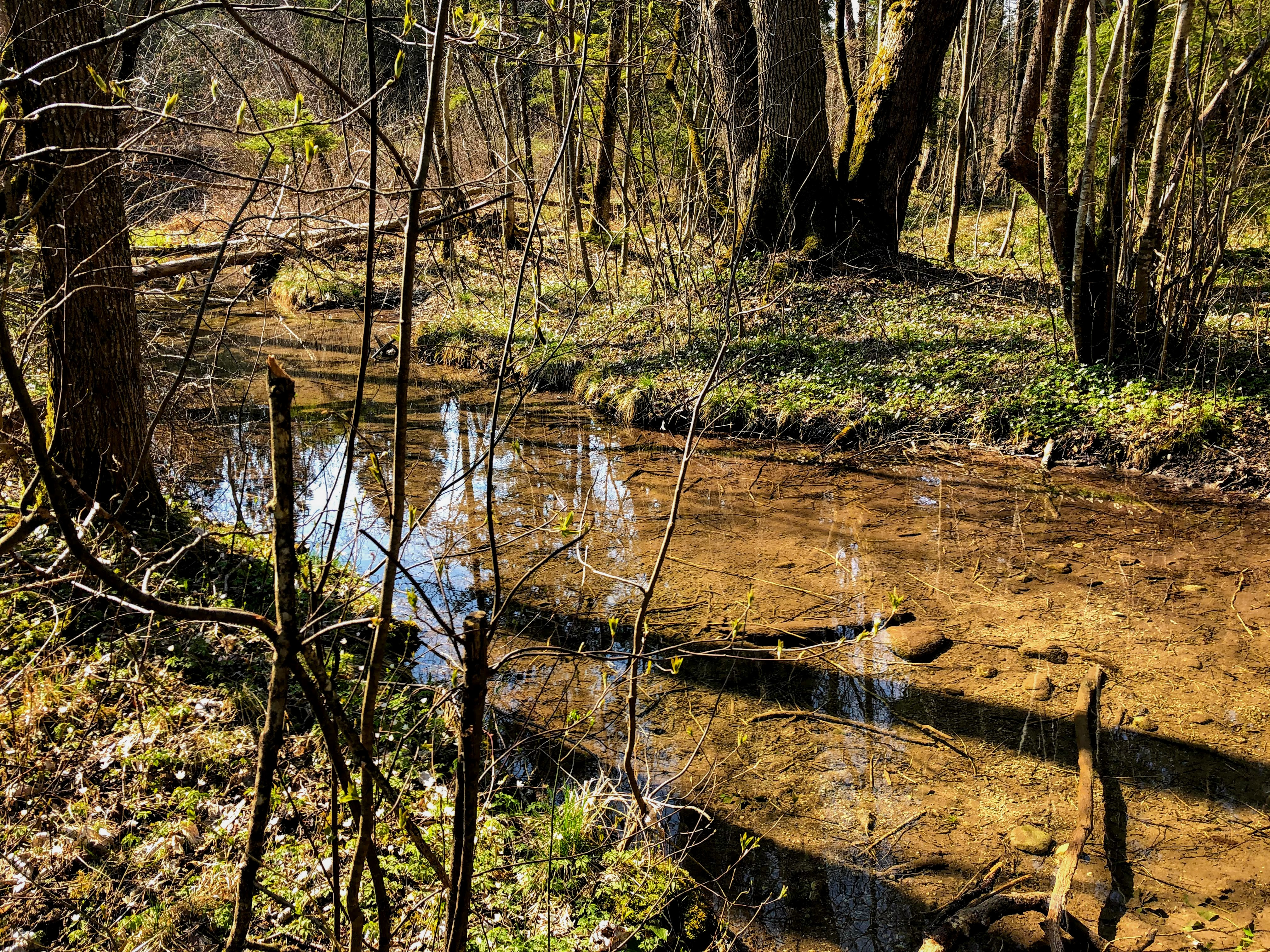

卡爾滕巴赫河（德語：Kaltenbach），是德國的河流，位於該國東南部，由巴伐利亞負責管轄，屬於伊薩爾河的右支流，河道全長3.3公里，流經巴特特爾茨-沃爾夫拉茨豪森縣。